# Bristol 400
O Bristol 400 ou Type 400 foi um sedã esportivo de luxo, o primeiro produto da empresa britânica British Aircraft Corporation, posterior Bristol Cars Ltd.. Que adquiriu licença da Frazer Nash, para produzir modelos da BMW naquele país.
O modelo foi baseado no BMW 327, com motor BMW 328 de 80cv a 4,500 rpm e máxima de 148 km/h.